# Karen Goodman
Karen Goodman ist eine US-amerikanische Filmproduzentin und -regisseurin von Dokumentarfilmen. 2011 wurde sie für Strangers No More mit dem Oscar für den besten Dokumentar-Kurzfilm ausgezeichnet.

## Biografie
Karen Goodman begann Ende der 1980er Jahre als Produzentin und Regisseurin von dokumentarischen Kurzfilmen und inszenierte bisher rund ein Dutzend Filme. Gleich für ihren Debütfilm The Children’s Storefront (1988) erhielt sie bei der Oscarverleihung 1989 ihre erste Nominierung für den Oscar für den besten Dokumentar-Kurzfilm.
Für Chimps: So Like Us (1990) erhielt sie 1991 zusammen mit Kirk Simon nicht nur ihre zweite Oscar-Nominierung, sondern gewann mit Simon auch einen Emmy 1990 für die herausragendste Dokumentation.
Ebenfalls mit Kirk Simon war sie 1996 beim Sundance Film Festival für den großen Jurypreis für Dokumentationen nominiert und zwar für die Folge „Buckminster Fuller: Thinking Out Loud“ aus der Reihe American Masters. 1997 gewann sie für Heart of a Child (1997) gemeinsam mit Sheila Nevins, Kirk Simon, Nancy Abraham, Nancy Raydon Roach sowie Elizabeth Westrate den CableACE Award für Fernseh-Sonderdokumentationen. Für den 2006 entstandenen Dokumentarfilm Rehearsing a Dream war sie mit Kirk Simon 2007 wieder für den Oscar für den besten Dokumentar-Kurzfilm nominiert.
Bei der Oscarverleihung 2011 gewann sie für ihre Arbeit an Strangers No More gemeinsam mit Kirk Simon den Preis für den Dokumentar-Kurzfilm.
Karen Goodman produzierte neben der National-Geographic-Channel-Dokumentation The Incredible Human Body (2002) auch die neunteilige Home-Box-Office-Fernsehproduktion Masterclass (2010) über Plácido Domingo, Liv Ullmann, Edward Albee, Jacques d’Amboise, Olafur Eliasson, Frank Gehry, Bill T. Jones, Michael Tilson Thomas und Julian Schnabel.